# Acrobati (singolo)
Acrobati è un singolo di Daniele Silvestri pubblicato nel 2016.

## Descrizione
È il secondo singolo, dopo Quali alibi, estratto dall'ottavo album in studio, Acrobati, pubblicato l'8 aprile 2016. La canzone è stata cantata dall'artista e suonata da lui assieme al MMB (Magical Mistery Band), come molte altre nel disco. Alla fine del brano il cantautore dice questa frase: “Dall'alto c'è sempre qualcuno che guarda... guarda...!” che viene ripetuta nell'ultima traccia, Alla fine (dove canta anche Diodato).

## Tracce
1. Acrobati – 5:28 (Daniele Silvestri)

## Video musicale
Il videoclip, diretto da Fernando Luceri, è stato pubblicato il 6 maggio 2016 attraverso il canale YouTube del cantante.
A proposito del regista del clip Fernando Luceri (che già si occupò del video per "Quali alibi"), Silvestri commenta in un comunicato ufficiale:
Il videoclip finisce così per diventare un perfetto collante tra il disco stesso e il live che portiamo in giro. Soprattutto racconta forse meglio di tante chiacchiere la piccola filosofia che il brano suggerisce, che quegli acrobati, quei funamboli in fondo siamo tutti noi, costretti ogni giorno a continui equilibrismi, indotti come siamo a vivere una vita fatta solo di presente, di oggi, senza nulla che ci consenta di guardare in avanti - progettando, immaginando il nostro futuro, individuale e collettivo - o di guardare indietro, per avere memoria di noi, del nostro cammino, delle nostre conquistedal suo infinito abbraccio. Ho scaldato il mio corpo con movimenti lenti ma sempre più costanti, puntando all’orizzonte, perché in fondo io, a quell’orizzonte, ci credo ancora»